# Augsburg Airways

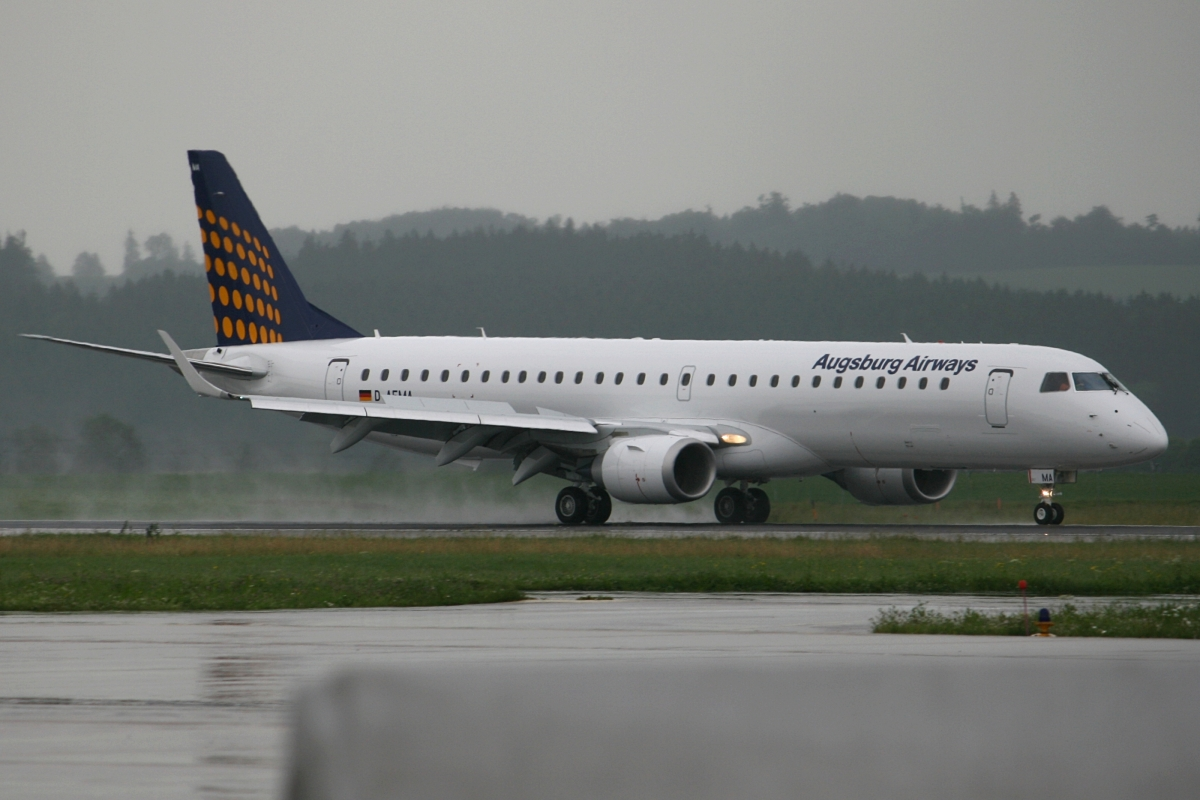
Augsburg Airways Embraer 195

Augsburg Airways was een regionale luchtvaartmaatschappij in Duitsland. Zij was als zelfstandige onderneming deel van de Lufthansa Regional groep en leverde in die hoedanigheid binnenlandse en buitenlandse diensten voor Lufthansa. Augsburg Airways' enige hub was de luchthaven München. Augsburg Airways kondigde in maart 2013 aan dat het al zijn activiteiten wilde staken per 31 oktober 2013.

## Code Data
- IATA Code: IQ
- ICAO Code: AUB
- Callsign: Augsburg Air

## Geschiedenis
De luchtvaartmaatschappij werd in 1980 opgezet en begon in 1986 met het leveren van diensten. Zij begon met commerciële diensten onder de naam Interot Airways en organiseerde vluchten van Augsburg naar Düsseldorf. In 1993 voegde het bedrijf Europese vakantiebestemmingen toe en begon zij in 1994 met reguliere vluchten naar Florence. De samenwerking met Lufthansa begon in 1996 en ging tezamen met de naamsverandering in het huidige Augsburg Airways. Vanaf 1 juni 2002 leverde Augsburg Airways alleen nog leendiensten aan Lufthansa. Per 31 oktober 2013 werden de vluchten gestaakt. De vloot van de maatschappij werd overgebracht naar Maastricht Aachen Airport en te koop aangeboden.

## Luchtvloot
De luchtvloot van Augsburg Airways bestond uit (september 2011):
- 10 Bombardier Dash 8-Q400
- 5 Embraer 195LR
- 2 Embraer 190LR